# Susana Baldor
Susana Baldor Ortiz (Guecho, Vizcaya 1977) es una diseñadora y gestora cultural española residente en La Rioja , licenciada en Bellas Artes, especializada en diseño y montaje expositivo. 

## Trayectoria profesional
Es licenciada en Bellas Artes con un posgrado en Arte e Investigación en Arte. En 1999 obtiene la beca de Gestión Cultural de Extensión Universitaria VIcerrectorado de Extensión Universitaria de la Universidad Miguel Hernández de Elche, Alicante. Muy interesada en la educación en arte trabaja para diferentes entidades y ha desarrollado numerosos proyectos en y para la Comunidad de La Rioja Su objetivo principal es investigar el hecho y espacio expositivo, reinventando el modelo para potenciar sus capacidades como lugar de encuentro y herramienta de conocimiento; e implementarlo de manera paralela en el espacio offline y on-line. 
Ha trabajado en centros públicos, privados y museos. Cabe destacar también su participación en el Museo MURAC (Museo Riojano de Arte Contemporáneo,) un proyecto experimental y crítico, que creó junto a otros cuatro miembros, desde el que trabajaban bajo la identidad de una institución museística. De 2006 a 2012 codirigió el proyecto MURAC . Ha sido jurado en varias convocatorias de arte, diseño y fotografía. Gestiona programas de arte joven del Gobierno de La Rioja y del Ayuntamiento de Logroño, el Festival de Arte en la Tierra y la exposición fotográfica Informadores gráficos, entre otros proyectos expositivos.
Susana Baldor dirige desde hace años un proyecto empresarial especializado en la producción de exposiciones. Durante esta trayectoria ha trabajado en todos los campos relacionados con los espacios expositivos desde la programación, comisariado, gestión, diseño del montaje, construcción, catalogación, marketing, comunicación, y la función didáctica de la exposición.
Ha llevado a cabo innovadores proyectos de exhibición en espacios interdisciplinares , entre otros: Centro de Arte Ses Voltes de Palma de Mallorca, Sala Unamuno de Salamanca, Laboratorio de Arte de Murcia, Instituto Navarro de Pamplona, Centro Madrid Xanadú, Museo de La Rioja y Escuela Superior de Diseño de La Rioja. Tras especializarse en esta disciplina en la Universidad, a través de la experiencia en la organización de diferentes eventos y puestos directivos, le ha facilitado el aprendizaje de los entresijos sobre el engranaje que mueve una exposición.
Desde 2004 coordina varios programas de arte joven para el Gobierno de La Rioja y el Ayuntamiento de Logroño.  Entre 2006 y 2010 trabajó como docente de arte contemporáneo para varias entidades, entre otras para Museo de arte contemporáneo de la Colección Würth de La Rioja.
Cabe destacar el comisariado del stand de España en Art Beijing en el año 2016, con el proyecto El relato desprovisto: dibujos en crudo, compuesto por obras de cuatro artistas riojanos.
Directora en La Rioja del Festival de Arte Miradas de Mujeres en el año 2013. El Festival Miradas de Mujeres ha sido una iniciativa de MAV, Mujeres en las Artes Visuales, una asociación interprofesional y de ámbito estatal sin ánimo lucrativo formada por más de 500 profesionales en el sector de las artes plásticas en España. El propósito principal del Festival Miradas de Mujeres es el de difundir el papel de la mujer dentro de todos los ámbitos profesionales de las artes visuales, desde la creación artística al comisariado, la crítica, la investigación y la gestión, dicho festival se ha transformado en Bienal, denominado Bienal Miradas de Mujeres.
Responsable de la gestión del proyecto SCULTO. Feria de escultura contemporánea celebrada en Logroño 2017. Esta es la primera feria europea dedicada exclusivamente a la escultura
En la Sala Amós Salvador de Logroño, ha sido la programadora de las exposiciones y actividades de dicha sala en el año 2017-18. Además de la labor expositiva, programa actividades relacionadas con la temática de cada exposición, con el fin de enriquecer esta, y ampliar el conocimiento sobre el artista y la obra expuesta desde diversos puntos de vista enfocados directamente con el sujeto protagonista. Como por ejemplo en los años 2017 y 2019, la exposición  "(Super)vivencias, el arte de diseñar lo cotidiano
Dirigió el festival de Arte Urbana de mujeres, una muestra transgresora sobre el arte realizado en espacios públicos, presentada esta exposición en la sala Amós Salvador de Logroño en el año 2020 enmarcada en el programa Cultural Rioja con el Ayuntamiento de Logroño y Gobierno de La Rioja.

## Premios y reconocimientos
- 2000 Primer Premio de Pintura Douzelage[15]

- 2003 Primer Premio de Instalaciones de la Muestra de Arte Joven Gobierno de La Rioja.[24]

- 2004 Primer Premio de Diseño de Imagen Gráfica Expositiva Escuela Superior de Diseño de La Rioja[25]

- 2004 Primer Premio Fotográfico III Edición Concurso Habt. Ayuntamiento de Logroño

- 2005 Primer Premio de Diseño de Imagen Gráfica Expositiva Escuela Superior de Diseño de La Rioja. ESDIR

- 2006 Premio Con Proyección de Artes Plásticas y Diseño Ayuntamiento de Logroño

- 2006 Primer Premio de Diseño Ñ-Foto A. F. Rioja

- 2007 Primer Premio de Diseño Gráfico Publicitario Expositivo Ayuntamiento de Logroño

## Publicaciones
Muestra de Arte Joven en La Rioja. Autores: Susana Baldor Ortiz; Localización: Codal: revista de creación literaria y artística, ISSN 0530-0169, Nº. 9, 2016, págs ...de SB Ortiz - 2016
Dialnet-Encuadres-5851016.pdf